# 小青島
小青島（ソチョンド、朝: 소청도）は、黄海に浮かぶ大韓民国（韓国）統治下の島。韓国統治範囲の中では最も西に離れ、朝鮮民主主義人民共和国（北朝鮮）統治範囲に近い海域に所在する島の一つで、白翎島・大青島の南側に位置する。

## 地理

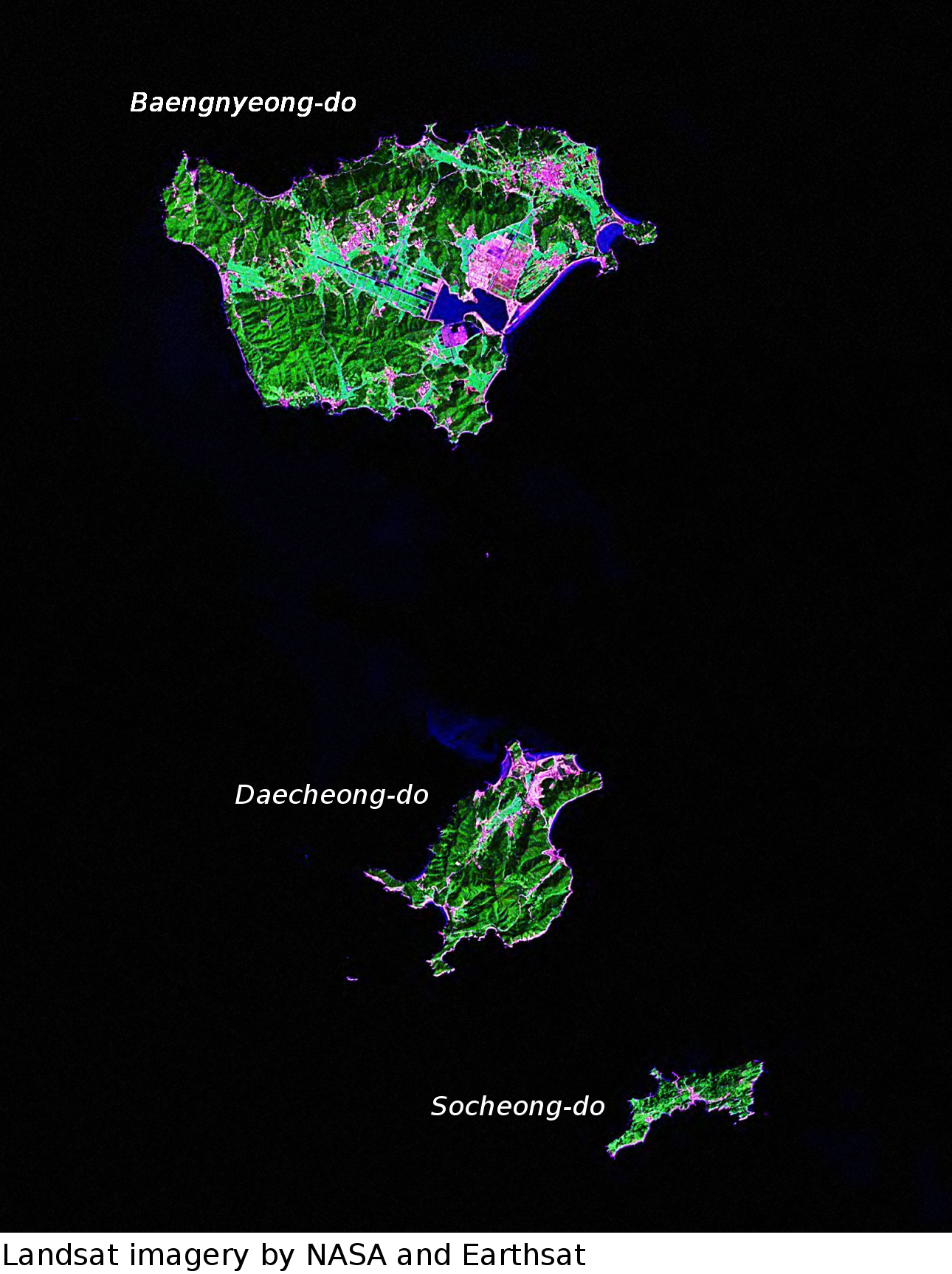
衛星画像による全景
北から白翎島、大青島、小青島
ランドサットによる撮影

黄海上にあって韓国の施政下にある「西海五島」（白翎島、大青島、小青島、延坪島、隅島）の一つである。行政上は、大青島とともに仁川広域市甕津郡大青面に属する。 
昔の名前は小岩島である。新石器時代から人居住者があったものと考えられている。島の南側のストロマトライトで成り立った海岸は天然記念物第508号となっている。

## 交通
仁川港（仁川沿岸埠頭）から1日2回快速船が運航されており、所要時間は3時間30分程度である。